# محمدآباد (فهرج)
محمدآباد، روستایی در دهستان چاهدگال بخش نگین کویر شهرستان فهرج در استان کرمان ایران است.

## جمعیت
بر پایه سرشماری عمومی نفوس و مسکن در سال ۱۳۹۵، جمعیت این روستا برابر با ۲۵۵ نفر (۷۶ خانوار) بوده‌است.